# Paolo Borgia
Mons. Paolo Borgia (* 18. března 1966, Manfredonia) italský římskokatolický duchovní, arcibiskup a diplomat.

## Život
Narodil se 18. března 1966 v Manfredonii.
Dne 10. dubna 1999 byl vysvěcen na kněze a inkardinován do arcidieécze Manfredonia-Vieste. Studoval na Papežské církevní akademii kde získal doktorát z kanonického práva.
Dne 1. prosince 2001 vstoupil do diplomatických služeb Svatého stolce a začal působit na apoštolské nunciatuře v Středoafrické republice. Dne 1. prosince 2002 byl jmenován sekretářem druhé třídy. Dne 28. června 2004 byl přemístěn na nunciaturu v Mexiku, kde se 1. prosince 2006 stal sekretářem první třídy.
Dne 28. června 2007 byl znovu přemístěn a to na nunciaturu v Izraeli, kde se 1. prosince 2010 stal poradcem druhé třídy.
Dne 1. července 2010 byl přemístěn na apoštolskou nunciaturu v Libanonu a otři roky později 1. července 2013 začal působit ve Státním sekretariátu v sekci pro vztahy se státy. Dne 29. října 2014 začal působit v sekci pro obecné záležitosti a ve stejný rok 1. prosince se se stal poradcem 1. třídy.
Dne 4. března 2016 jej papež František jmenoval asesoren Sekce pro obecné záležitosti.
Dne 3. září 2019 jej papež František ustanovil titulárním arcibiskupem z Milazza. Biskupské svěcení přijal 4. října 2019 z rukou papeže a spolusvětiteli byli kardinál Pietro Parolin a kardinál Peter Turkson. Dne 28. října byl ustanoven apoštolským nunciem v Pobřeží slonoviny. Tuto funkci zastával 24. září 2022, kdy se stal nunciem v Libanonu.
Mluví anglicky, španělsky a francouzsky.